# سيف الدولة الحمداني
سَيفُ الدَّوْلَةُ أَبُو اَلحَسَن عَلِيُّ بْنُ أَبِي اَلهَيْجَاءِ بْنِ حَمْدَانِ اَلحَمْدَانِيّ ويعرف باللقب الأكثر شيوعا سَيفُ الدَّوْلَةُ (سيف الدولة العباسية) (303 - 356 هـ / 915 - 967م)، مؤسس إمارة حلب، التي تضم معظم شمال سوريا وأجزاء من غرب الجزيرة، وأخ للحسن بن عبد الله (المعروف بناصر الدولة الحمداني).
وكان من أكثر الأعضاء بروزًا في الدولة الحمدانية، خدم سيف الدولة تحت ولاية أخيه الأكبر في محاولات من أخيه للسيطرة على الدولة العباسية الضعيفة في بغداد في أوائل 940 م. بعد إخفاق هذه المحاولات، تحول طموح سيف الدولة تجاه سوريا، حيث واجه طمع الأخشيد من مصر للسيطرة على المحافظة، بعد نشوء حربين معهم. كانت حلب مركز سلطته على شمال سوريا، والجزيرة الغربية مركزها ميافارقين، وقد اعترف الأخشيد والخليفة بسلطته، عانت مملكته من سلسلة من التمردات القبلية حتى 955 م، لكنه كان ناجحاً في التغلب عليها والمحافظة على ولاء أهم القبائل العربية، أصبحت دولة سيف الدولة في حلب مركز الثقافة والحيوية، وجمع من حوله الأدباء ومنهم أبو الطيب المتنبي الذي ساعد في ضمان شهرته للأجيال القادمة وكذلك.
كان الحمداني راعياً للفنون والعلماء، وتزاحم على بابه في حلب الشُعراء والعُلماء والأدباء والمفكرون، ففتح لهم بلاطه وخزائنه، حتى كانت له عملة خاصة يسكها للشعراء من مادحيه، وفيهم المتنبي وابن خالويه النحوي المشهور، وأبو نصر الفارابي الفيلسوف الشهير، كما اعتنى بابن عمه وأخي زوجته أبي فراس الحمداني شاعر حلب. وقال هو نفسه الشعر، وله أبيات جيدة، أصبحت عاصمة دولته حلب مقصدا للعلماء والشعراء العرب في هذه الفترة من حكم سيف الدولة.
احتفل بسيف الدولة على نطاق واسع لدوره في الحروب الإسلامية البيزنطية، مواجها الامبراطورية البيزنطية في أوج قوتها والتي استطاعت في بدايات القرن العاشر السيطرة على بعض الأراضي الإسلامية، وفي أثناء مصارعة عدو متفوق بكثير، شن سيف الدولة غارات في عمق الأراضي البيزنطية متمكنا من فتح بعض المناطق، واستمر ذلك حتى عام 955م، بعد ذلك قاد القائد الجديد للقوات البيزنطية نقفور الثاني ومساعدوه هجوما قصم قوات الحمداني، واستولى البيزنطيون على قلقيلية، كما احتلوا حلب نفسها لفترة وجيزة في 962، وتميزت السنوات الأخيرة لسيف الحمداني بالهزائم العسكرية، لعجزه المتزايد نتيجة المرض، وانخفاض سلطته التي أدت إلى ثورة أقرب مساعديه، وقد مات في بدايات 967، تاركا عالما أضعف فقد أنطاكية والساحل السوري لبيزنطة لتصبح من الإمبراطورية البيزنطية عام 969 م.

## نسبه
علي بن أبي الهيجاء عبد الله بن حمدان بن حمدون بن لقمان بن راشد بن المثنى بن رافع بن الحارث بن غطيف بن محربة بن حارثة بن مالك بن عبيد بن عدي بن أسامة بن مالك بن بكر بن حبيب بن عمرو بن غنم بن تغلب بن وائل بن قاسط بن هنب بن أفصى بن دعمي بن جديلة بن أسد بن ربيعة بن نزار بن معد بن عدنان.

## حياته

### النشأة والعائلة

شجرة العائلة للسلالة الحمدانية

ولد سيف الدولة علي بن عبد الله، الابن الثاني لعبد الله أبي الهيجاء بن حمدان [المتوفى سنة 929]، ولد حمدان بن حمدون بن الحارث، والذي نسب لاسمه السلالة الحمدانية. وقد كان الحمدانيون فرعًا لبني تغلب، القبيلة العربية التي سكنت في منطقة الجزيرة الفراتية منذ عصر ما قبل الإسلام. سيطر التغلبيون تقليديا على الموصل ومنطقتها حتى القرن التاسع، عندما حاولت الدولة العباسية فرض سيطرة حازمة أكثر على المنطقة. كان حمدان بن حمدون أحد أكثر القادة التغلبيين رفضاً لهذه الخطوة. والجدير بالذكر في جهوده لدرء العباسيين، أنه ضَمِن تحالف الأكراد الذين يعيشون في الجبال في شمال الموصل، هذه الحقيقة سيكون لها أهمية كبيرة على ثروات عائلته في وقت لاحق. تزاوج أفراد الأسرة مع الأكراد، والذين كانوا بارزين في الجيش الحمداني.
في عام 895، هُزم حمدان وسُجن مع أقاربه، لكن ابنه حسين بن حمدان تمكن من تأمين مستقبل العائلة، وقد أعد جنودًا للخليفة من تغلب في مقابل تخفيض الضرائب، وأسس تأثيرًا قائديًّا في الجزيرة بكونه وسيطا بين السلطات العباسية والعربية والسكان الأكراد، كانت هذه القاعدة المحلية القوية التي سمحت للعائلة أن تنجو من علاقتها المتوترة مع الحكومة المركزية العباسية في بغداد خلال بدايات القرن العاشر. كان حسين قائدًا ناجحًا ميز نفسه ضد الخوارج والطولونيون، ولكنه أُنزلت مرتبته بعد دعمه للمحاولة الفاشلة لنزع الحكم من عبد الله بن المعتز عام 908، وقد كان أخوه الأصغر إبراهيم حاكم ديار ربيعة (الإقليم حول نصيبين) في 919، وبعد وفاته في السنة التالية خلفه شقيقه داوود ، وشغل والد سيف الدولة عبد الله منصب أمير (حاكم) الموصل من 4\913 إلى 6\914، وقد أُنزلت مرتبته مرارًا وأعيد تأهيله حتى رجعت سيطرته للموصل في 5\925، متمتعاً بعلاقة وطيدة مع القوي مؤنس الخادم، لعب لاحقًا دورًا قياديا في المحاولة القصيرة الأجل لنزع حكم القاهر ضد المقتدر عام 929، وقتل خلال القمع.
على الرغم من الثورات الفاشلة ووفاته، كان عبد الله قادراً على ضم الموصل تحت حكمه، وأصبح هناك وجود فعلي للحكم الحمداني في تلك الإمارة. خلال غيابه الطويل في بغداد في سنواته الأخيرة، عَـهِـد عبد الله بحكم الموصل إلى ابنه البكر الحسن، والذي لُقّب مستقبلاً بناصر الدولة. بعد وفاة عبد الله، كان موقع الحسن في الموصل مهدداً بواسطة أعمامه، لكن ذلك لم يستمر إذ أنه كان قادراً على أن يوطد الأمن في بغداد وأن يبسط سيطرته على الموصل وكامل الجزيرة حتى الحدود المتاخمة للدولة البيزنطية في العام 935م

### المنصب الأول في عهد الحسن ناصر الدولة

خريطة للجزيرة (فوق بلاد ما بين بلاد الرافدين) والوطن والعاصمة الحمدانية.

بدأ الشاب علي بن عبد الله مسيرته في عهد شقيقه في عام 936، إذ دعا حسن شقيقه الأصغر لخدمته، واعداً إياه بأن يحكم ديار بكر (المنطقة المحيطة بآمد) مقابل مساعدته ضد علي بن جعفر، وهو حاكم متمرد من ميافارقين. وقد نجح علي بن عبد الله في منع ابن جعفر من تلقي المساعدة من حلفائه الأرمان، وأيضا مراقبة الأجزاء الشمالية من المحافظة المجاورة لديار مضر بعد إخضاع القبائل القيسية في المنطقة المحيطة بمنطقة السروج ومن هذا الموقع، أُطْلِقت حملات لمساعدة الإمارات المسلمة على منطقة الحدود البيزنطية (الثغور) ضد البيزنطيين. كما أنها تدخلت في أرمينيا لردع تأثير النمو البيزنطي هناك (انظر أدناه).
في هذه الأثناء، أصبح حسان من المشاركين في مؤامرات البلاط العباسي. انهارت الحكومة العباسية منذ اغتيال الخليفة المقتدر في سنة 932، وفي سنة 936 استحق محمد بن رائق حاكم واسط لقب أمير الأمراء وما معها من سيطرة فعلية من الحكومة العباسية. تم تصغير دور الخليفة الراضي دور حاكم من غير سلطة. في حين تم مضاعفة تمدد البيروقراطية المدنية القديمة كثيرًا من ناحية الحجم والقوة. كان موقف ابن الرائق محكماً، ومع ذلك، سرعان ما اندلع صراع معقد بين الحكام وقادة الجيش التركي للسيطرة على مكتب أمير العمارة والخلافة. انتهى الصراع بانتصار البويهين في سنة 946.
أيّد حسان في البداية بن رائق، لكن في 942 إغتاله ليؤمّن لنفسه منصب أمير الأمراء، تلقى لقب تشريفي ناصر الدولة («مدافع من الدولة»)، واصلت عائلة البريدي المقاومة وهي عائلة محلية تريد السيطرة على البصرة، وكانت تأمل بالسيطرة على الخلافة، واصلوا المقاومة. فأرسل لهم ناصر الدولة علي، بعد أن سجّل انتصارا على أبي الحسين البريدي في المدائن، سُمي علي محافظ واسط ومنح لقب سيف الدولة (سيف الأسرة)، الذي أصبح بعده مشهورا. هذه المنحة المزدوجة للأخوة الحمدانيين هي المرة الأولى التي تقوم بها الدولة بدمج لقبين مرموقين لأي شخص آخر غير الوزير، المساعد الخاصّ للخليفة.
أُثبت أن نجاح الحمدانيون لم يدم طويلا. ولكنهم كانوا معزولين سياسيا، ووجدوا تأييدا بسيطا من أقوى توابع الخليفة، السامانيون من بلاد ما وراء النهر والإخشيديون في مصر. نتيجة لذلك، في عام 943 اندلع تمرد حول قضايا الدفع ضمن قواتهم (تتألف معظمها من الأتراك والديلم والقرامطة والقليل من العرب)، تحت قيادة التركي تيوزين، أجبروا للتخلي عن بغداد. عيّن الخليفة المتقي تيوزين كأمير الأمراء. لكن سرعان ما تشاجر معه و فرَّ شمالا طلبا للحماية الحمدانية. ومع ذلك، تيوزين هزم ناصر الدولة وسيف الدولة في ساحة المعركة، وفي عام 944 عقد اتفاق يسمح للحمدانيين أن يحافظوا على الجزيرة وأيضاً إعطائهم السلطة الاسمية على شمال سوريا (التي لم تكن تحت السيطرة الحمدانية ذلك الوقت)، في مقابل جزية كبيرة. من الآن وصاعدا، ناصر الدولة سيكون رافدا (دافع للجزية - مدفوع كجزية) لبغداد. ومع ذلك، أدت محاولاته المستمرة للسيطرة على بغداد لخلاف مع البويهيين. وفي النهاية، في 9/958 أُجبر ناصر الدولة على البحث عن ملجأ في محكمة شقيقه. قبل أن يتفاوض سيف الدولة عودته إلى الموصل مع الأمير البويهي معز الدولة.

### تأسيس إمارة حلب

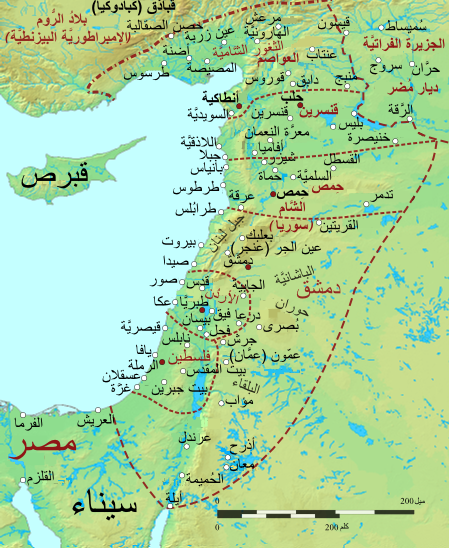
سوريا (بلاد الشام) ومحافظاتها في القرنين التاسع والعاشر

كانت شمال سوريا تحت سيطرة الإخشيديين منذ 935/6، إلى أن فصلها ابن رائق عن سيطرة المصريين في 939/40. في عام 942، عندما حل ناصر الدولة محل المغتال ابن رائق، حاول فرض سيطرته على المنطقة، وخاصة على المقاطعة التي كان ابن رائق منها ديار مضر. القوات الحمدانية أخذت السيطرة على وادي نهر البليخ، لكن الناس المهمين المحليين كانوا لا يزالوا يميلون نحو الإخشيديين، وكانت السلطة الحمدانية ضعيفة. لم يتدخل الإخشيديون مباشرة ولكنهم دعموا عادل البكجمي، محافظ رحبة. قام البكجمي بالقبض على نصيبـن، حيث أن سيف الدولة غادر كنوزه ولكنه هُزم في النهاية وقبض عليه قريب سيف الدولة أبو عبد الله الحسين بن سعيد بن حمدان. وأُعدم في بغداد في مايو 943. ثم شرع حسين لاحتلال المقاطعة كاملة، من ديار مضر إلى الثغور. أخذت الرقة بقوة، ولكن استسلمت حلب من غير قتال في فبراير 944. أرسل المتقي الآن طلبات إلى الإخشيد. سائلا عن دعمه ضد مختلف قواد الجيوش الذين كانوا يريدون السيطرة عليه. (حبسوا - حاصروا) الحمدانيون الخليفة في الرقة، ولكن في صيف 944 وصل الإخشيد إلى سوريا. تخلى حسين عن حلب إلى المصريين، وبعد ذلك زار الخليفة المنفي في الرقة. أكد المتقي سيطرة الإخشيديين على سوريا، لكن بعد رفض الخليفة انتقاله إلى مصر، رفض الحاكم المصري من أن يلزم نفسه بالمزيد من المساعدات إلى الخليفة ضد أعدائه. عاد الإخشيد إلى مصر، في حين المتقي رجع إلى بغداد ضعيفا ومكتئبا.
في هذه الظروف حوّل سيف الدولة اهتمامه إلى الشام. وكانت السنوات السابقة قد شهدت سلسلة من الإذلال الشخصي، ومع هزائمه في الميدان أمام توزون وفشله في إقناع المتقي أن يلقبه أمير الأمراء . وفي هذه الفترة، نجحت المحاولة الأخيرة لاغتيال أحد منافسيه، محمد ابن ينال الترجمان. كتب تيري بيانكويس أنه بعد فشل نوايا أخيه في العراق، كان توجه سيف الدولة إلى الشام قد «وُلِد من الاستياء، بعد أن عاد من نصيبين وجد نفسه تحت الوصاية والقليل جدًا من المال». قام ناصر الدولة بتشجيع أخيه في التوجه للشام بعد أن فشل حسين هناك، حيث كتب إلى سيف الدولة: «تلك الشام أمامك، لا يوجد أحدٌ في الأرض يمنعك عنها» بالمال والدعم المُقدّم من أخيه قام سيف الدولة بغزو شمال الشام، عقب مغادرة الإخشيديين كسب دعم عشيرة بنو كلاب التي ينتمي إليها حاكم حلب المُعين من قِبل الإخشيد ودخل المدينة دون معارضة في أكتوبر من عام 499م.

#### الصراع مع الأخشيدية
ردة فعل الأخشيدية أتت سريعة، فأرسلوا جيشاً إلى الشمال بقيادة أبو المسك كافور لمواجهة سيف الدولة الذي حاصر حمص. في بداية المعركة حقق الحمداني انتصاراً ساحقاً . ففتحت حمص بواباتها ووضع سيف الدولة نصب عينيه على دمشق. وكان سيف الدولة قد احتل سابقا المدينة في أوائل 945، لكنه أُجبر على التخلي عنها بسبب الغضب الشعبي. في أبريل 945 قاد الحاكم الأخشيدي نفسه جيشاً إلى سوريا، في نفس الوقت الذي عرض فيه على سيف الدولة أن يقبل بحكم الحمداني في شمال سوريا والثغور . سيف الدولة رفض عرض الأخشيدي، لكنه هزم في المعركة في مايو ويونيو وأُجبر على التراجع إلى الرقة. واصل الجيش المصري الغارة على ضواحي مدينة حلب، مع ذلك في أكتوبر توصل الطرفان إلى اتفاقية، كانت بصورة عامة على نفس نمط عرض الأخشيدي السابق: اعترف حاكم مصر بسلطة الحمداني في شمال سوريا ووافق حتى على إرسال جزية سنوية إلى سيف الدولة مقابل أن يتخلى سيف الدولة عن كل مطالباته بدمشق. تمت الاتفاقية بزواج سيف الدولة من ابنة أخ الحاكم الأخشيدي، وحظي حكم سيف الدولة الجديد بموافقة رسمية من الخليفة العباسي 
الهدنة مع الإخشيد استمرت حتى وفاة الإخشيدي، في يوليو 946 في دمشق، سار سيف الدولة فوراً إلى الجنوب، لتولّي دمشق، وانتقل بعد ذلك إلى فلسطين، حيث واجه كافور مرة أخرى، الذي هزم الأمير الحمداني في معركة وقعت في كانون الأول، ثم انسحب سيف الدولة إلى دمشق، ومنها إلى حمص، حيث جمع قواته، بما فيها وحدات كبيرة من قبائل عربية، وفي ربيع 947، حاول استعادة دمشق، وقد هزم مرة أخرى، ومع ذلك في أثرها الإخشيد احتلوا حلب في يوليو، كافور قائد الجيش الإخشيدي، بدلاً من استخدامه لمزاياه بدأ المفاوضات  للإخشيد، وكان صون حلب أقل أهمية من جنوب سوريا مع دمشق، الذي كان حصن مصر الشرقية، طالما أن سيطرتهم على هذه المنطقة لم تتعرض للخطر، المصريون كانوا أكثر سماحا بوجود الدولة الحمدانية في الشمال، علاوة على ذلك، أدرك الإخشيد أنهم سيجدون صعوبة في التمسك والحفاظ على السيطرة على شمال سورية وكيليكية، التي لها طابع تقليدي أكثر نحو الجزيرة والعراق. ليس لأن مصر هذه المرة مهددة من قبل الفاطميين في الشرق، تكون بمنأى عن تكلفة الحفاظ على جيش كبير في هذه الأراضي البعيدة، لكن الإمارة الحمدانية من شأنها أيضا القيام بدور مفيد للدولة ضد غارات كلا من العراق والبيزنطيين. اتفاقية 945 أعيد تأكيدها مع فارق أن الأخشيد توقفوا عن دفع الجزية لدمشق، وهكذا أُنشئت الحدود بين الجزيرة المتأثرة شمال سوريا والتحكم المصري من الجزء الجنوبي من الدولة، واستمرت حتى استولى المماليك على البلاد في 1260.

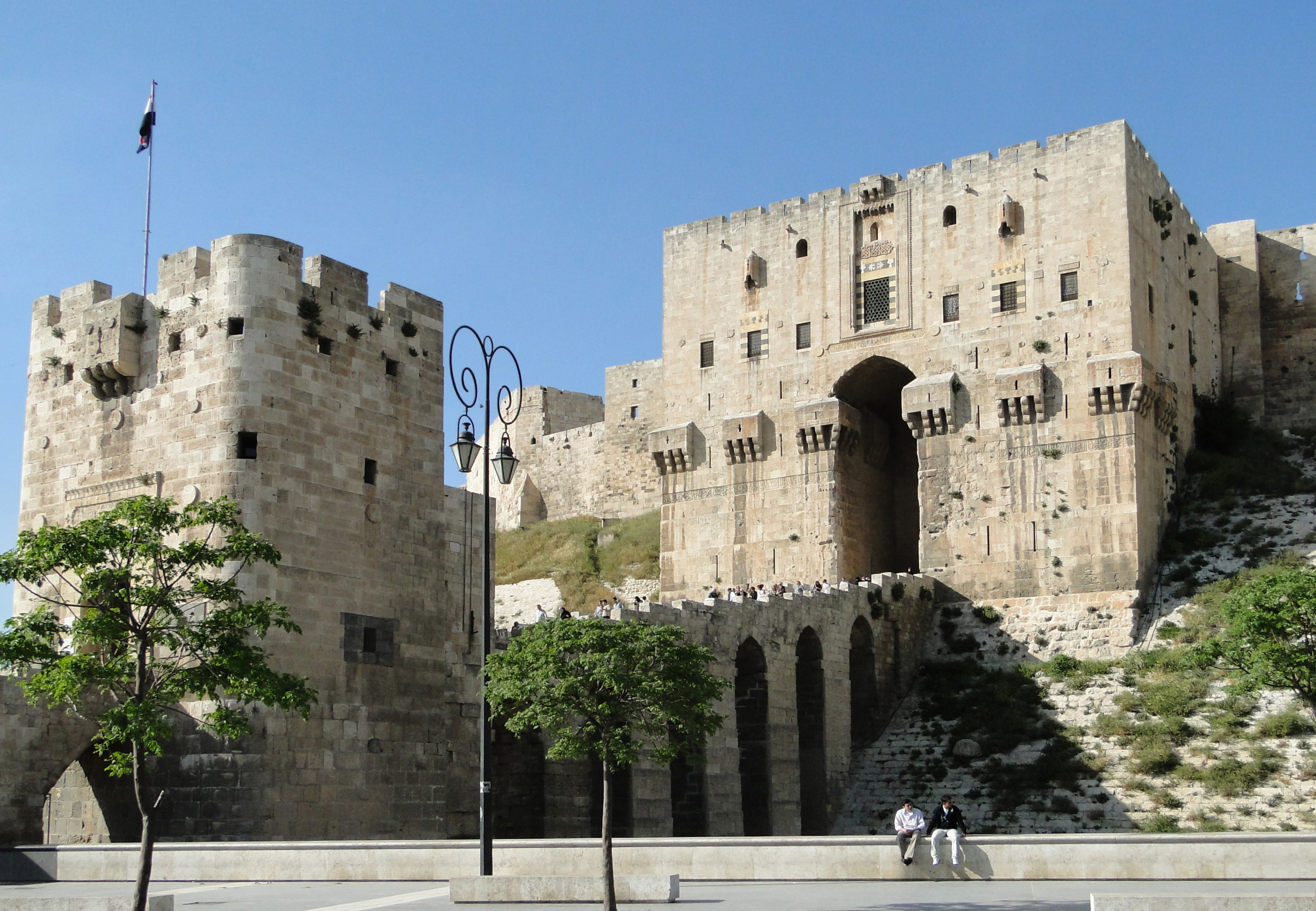
مدخل قلعة حلب

كان سيف الدولة، والذي عاد إلى حلب في الخريف، في ذلك سيد مملكة واسعة النطاق: وتشمل المحافظات السورية الشمالية جند حمص وجند قنسرين وجند العواصم في طريق يمتد إلى جنوب حمص إلى الساحل بالقرب من طرطوس، ومعظم ديار بكر وديار مضر في الجزيرة الغربية. ويمارس حكم – معظمها من القيمة الإسمية – وسيادته على بلدات الحدود البيزنطية في قيليقية ، وكانت سيادة سيف الدولة لدولة "سورية وبلاد ما بين النهرين في تعبير المستشرق ماريوس كانار واسعة النطاق ما يكفي لتتطلب عاصمتين: جنبا إلى جنب مع حلب، والتي أصبحت المقر الرئيسي لإقامة سيف الدولة. وقد اختيرت مايافاريقين كالعاصمة لمقاطعة جازيران. وقد تم وضع مسؤولية الأخيرة ظاهرياً لشقيقة الأكبر ناصر الدولة، ولكن في واقع الأمر سمح حجم والأهمية السياسية لإمارة سيف الدولة له أن يسقط وصاية ناصر الدولة. وعلى الرغم من استمرار سيف الدولة في إظهار الإذعان الواجب لشقيقة الأكبر، تبدلت مكانتهما من الآن فصاعدا.

#### الثورات العربية القبلية
بعيداً عن مواجهته مع الإخشيديين، فقد كانت المحافظة على علاقات جيدة مع القبائل العربية الأصليين تشكّل تحديا كبيراً لسيف الدولة من أجل توطيد مملكته. في ذلك الوقت، كانت المناطق الشمالية لسوريا واقعة تحت سيطرة عدد من القبائل العربية والذين كانوا يسكنون تلك المنطقة منذ العصر الأموي، بل وقبل ذلك في كثير من الأحوال. المنطقة حول حمص كانت مستوطنة من قبل بنو كلب وبنو طيء، بينما الشمال الشريط الطولي العريض والممتد من نهر العاصي حتى نهر الفرات، كانت تحت سيطرة قبائل القيسي البدوية ومنها عُقيل ونُميْر وكعب وكوشيار بالإضافة إلى بني كلاب في أرجاء حلب. أما الجنوب فقد كانت قبائل تنوخ اليمنية تسكن حول معرة النعمان، بينما استقر الأكراد وبحرة على امتداد المناطق الساحلية.
وفي علاقته معهم، انتفع سيف الدولة حقيقة من كونه عربيا أصيلاً خلافاً لمعظم حكام الشرق الأوسط الإسلامي المعاصرين، حيث كانوا أمراء الحرب الإيرانية أو التركية والذين ارتقوا من رتبة العبيد في الجيش (غلمان). وقد ساعده ذلك على نيل الدعم من القبائل العربية، كما لعب البدو دوراً بارزاً في إدارته. ووفقاً لممارسات الدولة العباسية الأخيرة المعتادة والمألوفة لسيف الدولة والمشتركة مع جميع الولايات المسلمة في الشرق، كانت الدولة الحمدانية تعتمد وبشكل كبير ومسيطر على غير العرب، غالباً الغلمان الأتراك، وكان هذا الأكثر وضوحا في تشكيلة جيشه، والتي مع سلاح فرسان القبائل العربية استخدمت الديالمة بكثافة كمشاة، والأتراك كرماة الأحصنة.
بعد الفوز بتقدير إكشيدس، بدأ سيف الدولة سلسلة حملاته لتوحيد البلاد، وكان هدفه الأساسي هو إقامة حكم ثابت وراسخ فوق الساحل السوري. فضلاً عن الطرق الموصلة للداخل. وقد شملت العمليات هناك صعوبة الحصار لقلعة ميرزا من قبل قاطع الطريق الزعيم الكردشي الذي سيطر على وادي العاصي الأدنى؛ في وسط سوريا، وأواخر 949 إندلعت ثورة مستوحاه من كارميثان والكلب وتاي بقيادة معين بن الحيران آل الرماد. حيث سيطر الثوار بنجاح حتى الإستيلاء على محافظ الحمدانية من حمص لكنها في النهاية سُحقت سريعا وفي الشمال أسفرت محاولات المسئولين الحمدانيين للحفاظ على البدو من التدخل في المجتمعات العربية الأكثر استقرارا، في تفشي تمرد بين عاميّ 954 و 950 ، والتي كان لا بد من قمعها من قبل جيش سيف الدولة.
أخيرا في 955 اندلعت حركة تمرد كبيرة شملت جميع القبائل البدو والمستوطنين بما في ذلك حلفاء الحمدانيين ، «بنو كلاب». كان سيف الدولة قادراً على حل المواقف بسرعة، فافتتح حملة عنيفة ضد القمع السريع التي تضمن قيادة القبائل إلى الصحراء إما للموت أو الاستسلام، واقترن في تلك الحملة مع دبلوماسية تلاعب بالانقسامات بين رجال القبائل . وبالتالي حلّ السلام على بنو كلاب وعادوا إلى منزلتهم المفضلة. كما تم منحهم أراضي إضافية على حساب ابن كلاب، الذي طردهم من بيوتهم على التوالي مع الطائي وهرب جنوباً ليستقر في السهول شمال دمشق ومرتفعات الجولان. في نفس الوقت، تم طرد نمير وشجع إعادة التوطين في الجزيرة حول مدينة حران.
كان قمع الثورة القبلية عملاً جلياً، كما وصفه العالم الإسلامي هيو كينيدي: «قمة نجاح وسلطة سيف الدولة». وفي وقت قصير خلال تلك السنة تم الاعتراف بسلطته على أجزاء من أذربيجان حول سلماس حيث أنشأ ديسم الكردي حكماً وجيزاً حتى تم طرده والقبض عليه أخيرا من قِبل مارزوبان بن محمد.

### الحروب مع البيزنطيين

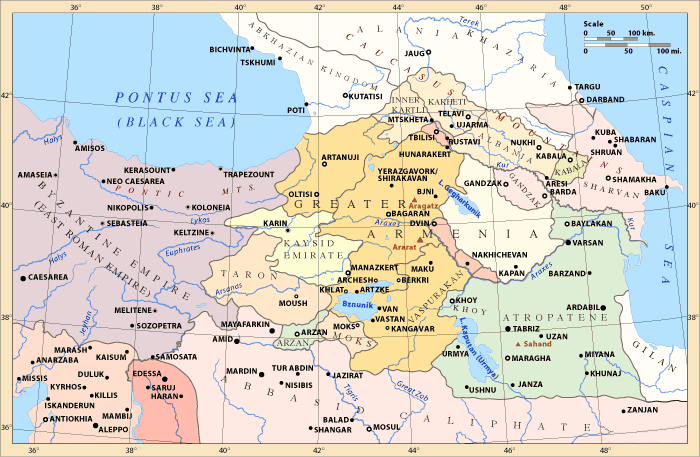
إمارات القوقاز، على الحدود الشرقية البيزنطية وشمال سوريا والجزيرة العربية في أوائل القرن العاشر.

بعد تولي سيف الدولة السيطرة على حدود الجزيرة والشام (الثغور)، ظهر كالأمير العربي الأعلى الذي يواجه الإمبراطورية البيزنطية وقد أصبحت الحرب مع البيزنطيين شغله الشاغل  ، وبالفعل فقد كانت السمعة التي حظي بها سيف الدولة مستمدة من حربه المتواصلة مع الامبراطورية التي باءت بالفشل في النهاية.
في بداية القرن العاشر أصبحت اليد العليا للبيزنطيين على جيرانهم الشرقيين المسلمين، وكانت بداية سقوط الخلافة العباسية بعد 861 فوضى سامراء قد تبعتها معركة لالاكون في عام 863م والتي كسرت قوة الإمارة الحدودية الملطية قد أشارت لبداية تعدي الدولة البيزنطية على الحدود العربية، وعلى الرغم من حفاظ إمارة طرسوس على قوتها واستمرار ملطية في مقاومة الهجمات البيزنطية، فقد استطاع البيزنطيون خلال النصف قرن التالي التغلب على حلفاء ملطية من بوليسيان وتقدموا إلى أعلى نهر الفرات محتلين جبال شمال المدينة  وأخيراً بعد عام 940م فقد كان السلم في حدودهم البلقانية تحت إمرة جون كوركاس مما مكّن البيزنطيين من تحويل قواتهم للشرق وبدء سلسلة من الحملات التي تُوجت بسقوط إمارة ملطية في عام 934م وهو حدث أثار الصدمة بين الإمارات المسلمة الأخرى، وتبعتها آراساموسوتا في عام 940م كاليكولا (ثيدوسيابليس البيزنطية، أرضروم المعاصرة) في عام 949م.
تسبب البيزنطيون في إثارة رد فعل كبير في العالم الإسلامي حيث احتشد المتطوعون مع الجنود والمدنيين للمشاركة في الجهاد ضد الامبراطورية البيزنطية، حتى أن سيف الدولة تأثر أيضا بالجو العام وأصبح مفعماً بشدة بروح الجهاد  لذلك يعتبر وصول الأخوة الحمدانيين بالسلطة إلى حدود المناطق والجزيرة تم بناءً على الأخذ بعين الاعتبار تهديدات البيزنطيين في شن الحرب والوقوف ضدهم وعجز العباسيين الواضح عن صد أي هجوم يشنه البيزنطيون  وفي تعليق للبروفيسور هيو كينيدي على تلك الأحداث قال «مقارنة مع تراخي ولامبالاة الحكام المسلمين الآخرين من غير المفاجئ أن شعبية سيف الدولة ظلت ذائعة الصيت كثيرًا فقد كان الرجل الوحيد الذي حاول الدفاع عن العقيدة وحماية الدين لذلك فهو البطل الحقيقي في تلك الحقبة من الزمن».

#### الحملات العسكرية المبكرة
دخل سيف الدولة في نزاع مع البيرنطيين في عام 936 عندما قاد حملة لمساعدة سميساط التي كانت تحت حصار البيزنطيين في ذلك الوقت، ولكن تمرد مؤخرة جيشه أجبره على التخلي عن الحملة واكتفى بتنظيم إرسال بعض المعدات للمدينة التي سقطت في أيديهم لاحقاً. وفي عام 938م أغار على منطقة حول ملطية واستولى على معمورة العزيز البيزنطية (يعرف في المصادر الإسلامية بحصن زياد)، ثم أعلنت بعض المصادر العربية أنه تم الانتصار على كوركواس القائد البيزنطي بنفسه، ولكن التقدم البيزنطي لم يتأثر بهذا الانتصار. ومن أهم حملات سيف الدولة العسكرية في هذه السنوات المبكرة هي التي كانت في عام 939-940م عندما غزا الجزء الجنوبي الغربي من أرمينيا وضمن عهدا بالولاء والطاعة مع خضوع وتنازل عن عدد من الحصون من أمرائها الذين انشقوا عن الدولة البيزنطية (شعب كاساي المسلم في ملاذكرد، والباغراتونيون المسيحيون في تارون، وآل ارتسروني ملوك فاسبوراكان)، وهذا قبل أن ينتقل إلى الجزء الغربي ويغير على الإقليم البيزنطي حتى كولونيا. هذه الحملة العسكرية كسرت الحصار البيزنطي مؤقتا حول قاليقلا، ولكن انشغال سيف الدولة مع حروب أخيه في العراق في السنوات التالية منعه من متابعة حملاته وكانت هذه أكبر الفرص الضائعة. حيث علق المؤرخ مارك ويذو: أن أكثر السياسة المدعومة آنذاك وضعت للاستفادة من عدم ثقة الأمراء الأرمنيين في التوسع البيزنطي لتكوين شبكة واسعة من الحلفاء تتسع لجميع البيزنطيين، وبدلاً من ذلك أعطوهم صلاحية تامة مما سمح للمسلمين من التقدم بسرعة والاستيلاء على قاليقلا، ومن ثم توطيد وترسيخ سيطرتهم على المنطقة.

#### خيـبات وانتصارات، في الفترة من 945-955م

خريطة لمنطقة الحدود العربية البيزنطية

بعد أن وطّد سيف الدولة نفسه في حلب عام 944، عاود حروبه مع البيزنطيين في 946/945 حتى وفاته .كان سيف الدولة العدو الرئيسي للبيزنطيين في الشرق - وقد قيل في نهاية حياته أن الدولة كانت قد خاضت أربعين معركة ضد البيزنطيين  مع ذلك، وعلى الرغم من هذه الغارات المتكررة والمدمرة ضد محافظات الحدود البيزنطية وحتى آسيا الصغرى وانتصاراته في ساحة المعركة، إلا أن نمط معاركه كان في جوهره دفاعياً . وأنه لم يحاول تحدي السيطرة البيزنطية على الممرات الجبلية أو أن يعقد التحالفات مع الحكام المحليين لمحاولة دحض الفتوحات البيزنطية . بالمقارنة مع الدولة البيزنطية، سيف الدولة كان حاكماً لإمارة صغيرة ليس بإمكانها مجاراة الإمبراطورية الناهضة . ووفقاً للمصادر العربية - التي حوت مبالغة جلية - : أن الجيش البيزنطي يفوق عدده 200,000 بينما أكبر عدد لقوات سيف الدولة كان 30,000  تأثرت نظرة سيف الدولة الإستراتيجية نظراً لأن أصله من الجزيرة العربية وخلافاً لمعظم ما ذكره التاريخ لحكام منطقة الشام، فإن سيف الدولة أهمل بناء أسطول بحري ولم يعطي أي اهتمام لمنطقة البحر المتوسط .
كانت الغارة التي شنّها سيف الدولة في شتاء 945-946 محدودة النطاق، وأعقبها تبادل الأسرى  مما هدأ الحرب على الحدود لبضع سنوات ثم استؤنفت فقط في عام 948م  وعلى الرغم من انتصاراته على الغزو البيزنطي عام 948 إلا أنه لم يكن قادراً على منع نهب قلعة الحدث إحدى أهم المعاقل الإسلامية الرئيسية في ثغور الفرات عن طريق ليو فوقاس أحد أبناء القائد العام للبيزنطيين باردس فاقوس  كان مصير حملات سيف الدولة في السنتين التاليتين الفشل أيضاً . في عام 949 قام سيف الدولة بالإغارة على قلعة ليوكاندس ولكنه اضطر للعودة وقام البيزنطيون باحتلال مرعش والإيقاع بأهل طرسوس ومغادرة أنطاكية. السنة التالية قاد سيف الدولة قوة كبيرة نحو الأراضي البيزنطية للإطاحة بقلعة ليكاندس وتشارسيانون، ولكن عند عودته تعرض هو ورجاله لكمين مريع من قبل ليو فوقاس في الممرات الجبلية والتي سُميت هذه الغزوة فيما بعد غزوة المصيبة " xpedition" خسر فيها سيف الدولة 8000 رجلٍ من رجاله وبالكاد استطاع أن ينجو بنفسه.
بالرغم من ذلك فقد رفض سيف الدولة الحمداني اقتراح السلام من قبل البيزنطيين وبدأ بشن غارة ضد ليكاندوس وملطية وأصر على ذلك حتى أجبرته بداية فصل الشتاء على الانسحاب  وفي السنة التالية ركّز اهتمامه على إعادة بناء قلاع منطقة قليقية وشمالي سوريا بما فيها مدينتي مرعش والحدث، وفي هذه الأثناء شن برداس فوكاس حملة لإيقاف تلك الأعمال ولكنه هُزم ثم تبعها بحملة أخرى في العام 953م وعلى الرغم من أنه كان يملك جيشاً أكبر بكثير تحت أمرته إلا أنه هُزم أيضاً بصعوبة كبيرة بالقرب من مدينة مرعش في معركة تم الاحتفال بالنصر فيها من قبل مداحين (شعراء وخطباء) سيف الدولة . تلك المعركة التي لم يخسر فيها القائد البيزنطي وحسب بل حتى أنه فقد إبنه الأصغر حيث وقع أسيراً في أيدي الحمدانيين، وفي السنة التي تليها قاد برداس حملة أخرى وهُزم فيها أيضاً مما سمح لسيف الدولة بإنهاء إعادة التحصينات لمدينة سميساط والحدث وحقق نجاحاً آخر بصموده أمام هجمة أخرى للبيزنطيين في العام 955م.

#### سيطرة الدولة البيزنطية 952-962م
انتصارات سيف الدولة نجم عنها استبدال باراداس بابنه الأكبر نقفور الثاني (نيكفورس فوكاس)، مما أحدث تغييراً في حظ سيف الدولة في الصراع مع البيزنطيين بفضل مرؤسين بارعين مثل أخيه ليو وابن أخيه يوحنا تزيميسكس  ، وقد استفاد القائد الشاب من أوج إصلاحات الجيش التي خلقت جيشا أكثر احترافية.

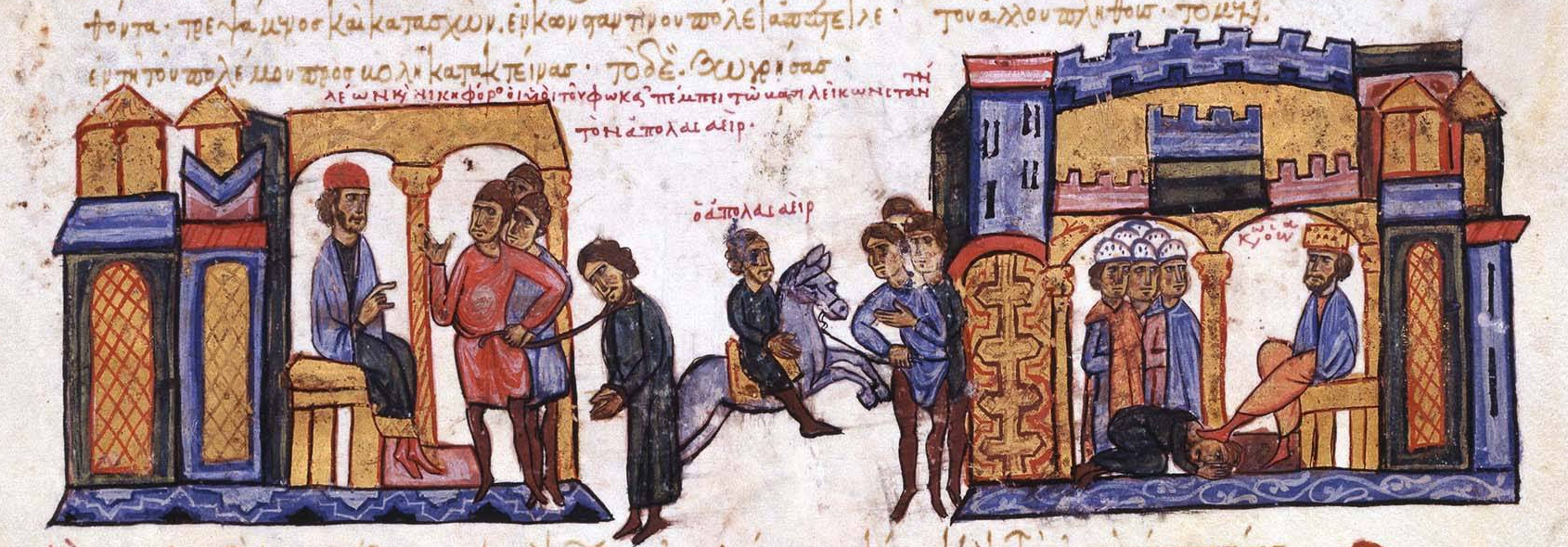
أرسل ليو فوكاس الأسير "أبو الأسير" إلى القسطنطينية حيث أذل. رسمة مصغرة لمدريد سكيلتازيزيس

في ربيع 956م سبق سيف الدولة تزيميسكس في هجوم مخطط على أميدا وغزى الأراضي البيزنطيه أولاً، بعد ذلك قام تزيميسكس بغدر سيف الدولة وهاجمه أثناء عودته. كانت معركة حامية الوطيس وسط هطول الأمطار الغزيرة مما أدى إلى انتصار المسلمين وهزيمة 4000 رجل من جيش تزيميسكس. في نفس الوقت غزى ليو فوكاس سوريا وهزم وأسر قريب سيف الدولة وهو أبو العشائر الذي تركه وراءه. لاحقاً في ذلك العام اضطر سيف الدولة الذهاب إلى طرسوس للمساعدة في صد غارة شنها الإسطول البيزنطي في عام 957 احتل نيكفورس مدينة حدث ودمرها تماما، ولم يستطع سيف الدولة التصرف حيال ذلك فقد كشف عن مؤامرة دبرها بعض ضباطه بتسليمه للبيزنطيين مقابل المال. أعدم سيف الدولة 180 من غلمانه وشوّه 200 آخرين بدافع الانتقام. في الربيع التالي غزى زيمسكيس الجزيرة العربية واستولى على درعا Dara وانتصر في أميدا على جيش يبلغ 10 آلاف رجل يقوده أحد مساعدي سيف الدولة المفضلين وهو ناديا الشركسي. ومع باراكويمومينوس باسل ليكابينوس واقتحم سميساط وسبب هزيمة ثقيلة على جيش بقيادة سيف الدولة بنفسه. استغل البيزنطيين نقطة ضعف الحمدانيين، ففي عام 959 قاد ليو فوكاس غارة وصلت حتى قورش ونهب العديد من الحصون في طريقهم.

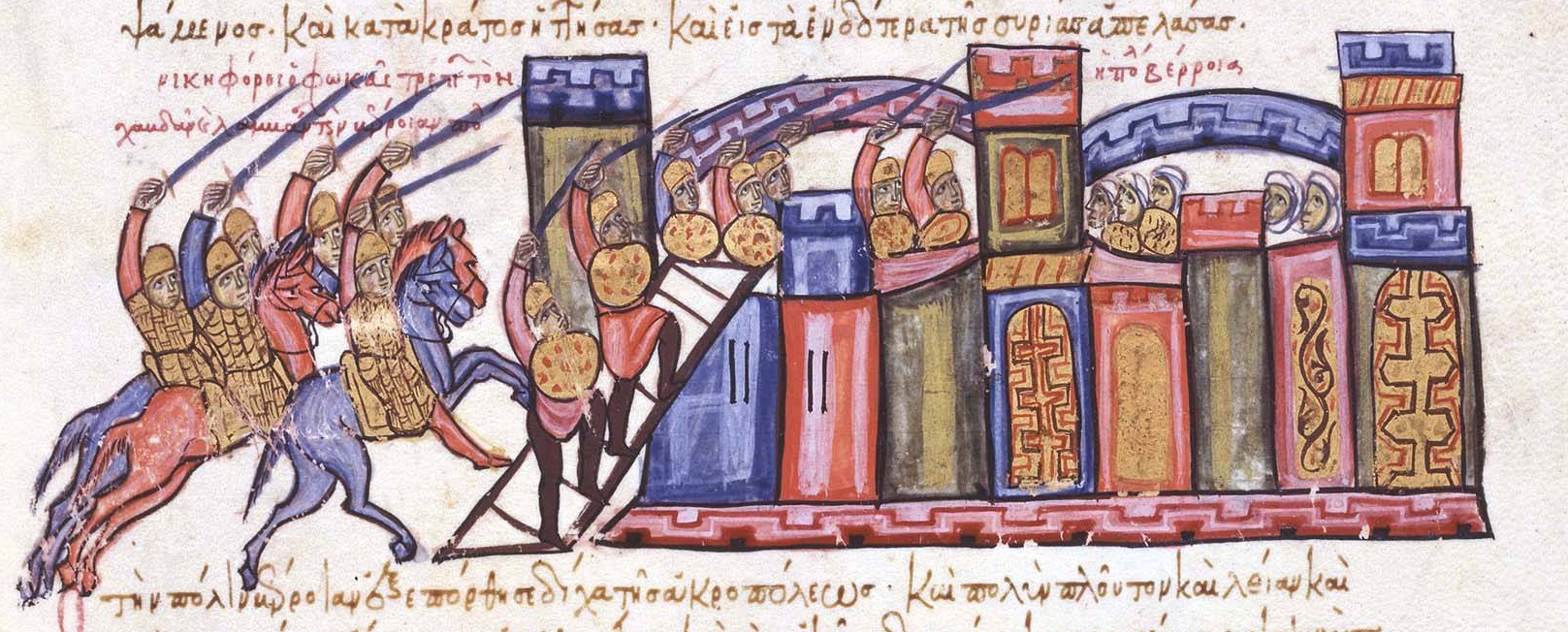
السيطرة على حلب من قبل البيزنطيين، صورة مصغرة من مدريد سكيليتزيس

في 960، حاول سيف الدولة استغلال غياب نيكفورس فوكاس بإرسال جيشه في حملة نحو كريت، ليستعيد رباطة جأشه. قام بغزو الأراضي البيزنطية على رأس جيش كبير والاستيلاء على قلعة كارسيانون أثناء عودته، وأثناء ذلك هوجم جيشه فقام فوكاس وقواته ونصبوا له كمين. مرة أخرى، خطط سيف الدولة للهرب، ولكن تم تحطيم القوة العسكرية له. بدأ الحكام المحليين الآن بهدنة مؤقتة مع البيزنطيين، واُستجوبت السلطة الحمدانية بشكل مطّرد حتى في عاصمة بلاده. أصبح سيف الدولة الآن في حاجة إلى الوقت، ولكن بمجرد أن عاد نيكفورس فوكاس منتصرا من كريت في صيف 961، بدأ التحضيرات للحملة القادمة نحو الشرق. بدأ البيزنطيون هجومهم في أشهر الشتاء، واصطياد العرب على حين غرة. احتلوا عين زربة في قيليقيا، واتبعوا سياسة الدمار والمجزرة عمدا لطرد السكان المسلمين بعيدا. بعد قيام نيكفورس بإصلاح الأراضي البيزنطية للاحتفال بعيد الفصح، دخل سيف الدولة قيليقيا، وسيطر مباشرة على المحافظة. بدأ في إعادة بناء عين زربة، ولكنه تركها غير مكتملة عندما عاود نيكفورس هجومه في الخريف، مما اضطر سيف الدولة إلى مغادرة المنطقة. شرع البيزنطيين بالهجوم مع جيش يقارب 70 ألف جندي، من أجل احتلال ماراش، ومنبج، وعنتاب وبالتالي تأمين الممرات الغربية على الناحية الأخرى من جبال طارق. أرسل سيف الدولة جيشه نحو الشمال لمقابلة البيزنطيين ولكن نيكفورس فوكاس تجاهلهم. بدلاً من ذلك، قاد الجنرال البيزنطي قواته نحو الجنوب، وفي منتصف ديسمبر، ظهروا فجأة قبل حلب. بعد هزيمة مرتجلة للجيش أمام أسوار المدينة، اقتحم البيزنطيون المدينة ونهبوهاه، باستثناء القلعة، التي استمرت في الصمود. غادر البيزنطيون بعد ذلك مع 10000 نسمة من الأسرى، معظمهم من الشبّـان. عادوا بعدها إلى العاصمة القاحلة والمحطمة، والتي أعاد إسكانها سيف الدولة واضعًٍا فيها اللاجئين من قنسرين.

### مرض وتمردات وموت
في عام 963 ظلّت الإمبراطورية البيزنطية هادئة في الوقت الذي كان فيه نقفور يدبر مكيدة ليعتلي العرش، في المقابل كان سيف الدولة آنذاك مضطربا بسبب بداية معاناته مع الشلل النصفي إضافة إلى تفاقم الاضطرابات المعوية والبولية مما جعله حبيس الفضلات. كما حدَّ المرض من قدرة سيف الدولة على تدخله شخصياً في أمور وعلاقات ولايته، حيث انصرف عن حلب وجعلها مسؤولية حاجبه (قرغويه) كما قضى معظم سنواته الأخيرة في ميافارقين تاركاً عبء القتال مع البيزنطيين لأكبر غلمانه حيث كانت هناك تمردات مختلفة انبثقت في بعض المقاطعات. واقترن تدهور حالة سيف الدولة الجسدية مع فشله العسكري خصوصاً بعد احتلال حلب عام 962 مما يعني أن سلطته أصبحت متزعزعة ومتداعية بين أتباعه، حيث كان النجاح العسكري بالنسبة لهم شرطًا لازمًا للشرعية السياسية.
وهكذا، حاول أمير طرطوس محمد بن الحسين بن الزيات عام 961 تسليم محافظته إلى الأخشيدين ولكن دون جدوى . وفي عام 963، تمرد ابن اخيه حاكم حران، هبة الله بعد قتله الأمين المسيحي لسيف الدولة ثأرا لأبيه ناصر الدولة . تم إرسال ناديا لإخضاع التمرد، مما اضطر هبة الله للفرار إلى محكمة والده. لكن بعد ذلك، تمرد ناديا نفسه وهاجم ميافارقين التي دافعت عنها زوجة سيف الدولة بقصد تسليمها إلى البويهيين. باءت محاولة ناديا بالفشل وتراجع إلى أرمانيا حيث تمكن من الاستيلاء على العديد من القلاع والحصون حول بحيرة وان. في خريف عام 964 حاول الاستيلاء على ميافارقين مرة أخرى، لكنه اضطر للتخلي عن ذلك لإخضاع تمرد في أقاليم أرمينيا التابعة له. سافر سيف الدولة بنفسه إلى أرمانيا لمقابلة ملازمه السابق، واستطاع إخضاع وإعادة ناديا تحت سلطته من غير مقاومة. في شتاء عام 965 قُتِل ناديا في ميافارقين ويُعتقد أن ذلك حصل بناءً على طلب من زوجة سيف الدولة .
ومع ذلك وبالرغم من مرضه وانتشار المجاعة في منطقته، في عام 963م شنّ سيف الدولة الحمداني ثلاث غارات في آسيا الصغرى. حيث امتدت إحدى هذه الغارات امتدادا مشابها لقونية. لكن تزيمسكس الملقب بابن الشميشقيق كان رده على ذلك أن قام بغزو بلاد كليكيا في فصل الشتاء . ودمّر الجيش العربي في ساحة الدماء قرب أضنة وحاصر مدينة المصيصة لكن دون جدوى وذلك بسبب قلة الأسلحة والإمدادات العسكرية ونتيجة لذلك عاد إلى أدراجه . وفي خريف 964م، اشترك نقفور الثاني فوكاس الإمبراطور الحالي في حملة عسكرية في الشرق وواجه القليل من المقاومات . وبقيت منطقة الموبسيستا المحاصرة صامدة حتى أجبر البيزننطيين إلى التراجع بسبب المجاعة . وعاد نقفور الثاني في العام المقبل واقتحم المدينة وقام بترحيل سكانها . وفي16 أغسطس من 965م، تخلى الطرطوسي عن الطرطوس بسبب سكانها بعد أن ضمن الممر الآمن إلى أنطاكية. وأصبحت مدينة كيلكيا مقاطعة للبيزنطية وشرع نقفور إلى إعادة التنصير فيها .
كما شهد عام 965 تمردين آخرين واسعي النطاق ضمن نطاق سيف الدولة، وكان على رأس التمرد الأول المحافظ السابق للساحل مروان العقيلي، والتي نمت إلى الآبعاد التهديدية التالية: استولى المتمردون على المعركة، ولكن أصيب العقيلي بينما كان متقدما لحلب حمص، هازمين جيشا أُرسل ضدهم من أجل المدينة وتوفي بعد فترة وجيزة ، وفي الخريف، اندلع تمرد أكثر خطورة في أنطاكية، بقيادة الحاكم السابق لطرطوس رشيق ابن عبد الله النسيمي، وبعد عدم قدرة سيف الدولة إيقاف التقدم البيزنطي كوّن جيشا قاده رشيق لمحصارة حلب، والذي هزم من قبل غلمان، وبعد ثلاث أشهر من الحصار استولى سيف الدولة جزء من المدينة السفلى عندما قتل رشيق، وقد خلفه دايلاميت اسمه ديزبار، هزم ديزبار كاركيا واستولى على حلب، ولكن بعد ذلك ترك المدينة ليسيطر على بقية شمال سوريا ref name="Kennedy279"/>، وفي نفس السنة، تأثر سيف الدولة كثيرًا بسبب وفاة اثنين من أبنائه عبد المكرم وأبو البركات.
في أوائل عام 966، سيف الدولة طلب وحصل على هدنة قصيرة وتبادل للسجناء مع البيزنطيين عقدت في ساموساتا. وقد افتدى العديد من الأسرى المسلمين بتكلفة كبيرة، فقط ليراهم يذهبون إلى قوات ديزبار. عقد سيف الدولة العزم على مواجهة المتمردين وعاد إلى حلب، وفي اليوم التالي هزم جيش المتمردين بمساعدة المرتدين من بني كلاب في جيش ديزبار. وقد عوقب المتمردين الباقين على قيد الحياة بشدة. ومع ذلك كان سيف الدولة عندما استأنف تقدمه غير قادر على مواجهة نقفور. هرب الحاكم الحمداني لمأمن قلعة شيزر في حين داهم البيزنطيون الجزيرة، قبل أن ينتقلوا إلى شمال سوريا حيث شنّوا هجمات على منبج وحلب وحتى أنطاكية التي كان يحكمها حديثا تقي الدين محمد بن موسى الذي ذهب إليهم بخزانة المدينة. في أوائل شهر فبراير عام 967، عاد سيف الدولة إلى حلب حيث توفي بعد بضعة أيام (على الرغم من ادعاء بعض المصادر بأنه توفي في ميافارقين). تم تحنيط جثته ودفنها في ضريح في ميافارقين بجوار والدته وشقيقته. وقيل أنه تم جمع قرميد مصنوع من غبار تم تجميعه من درعه بعد حملاته ووضعت تحت رأسه. وقد خلفه ابنه الوحيد الباقي على قيد الحياة، أبي المعالي الشريف، المعروف باسم سعد الدولة.

## الإرث والنشاط الثقافي
أحاط سيف الدولة نفسه بعددٍ من الشخصيات الفكرية البارزة، من أهمهم الشاعرين الكبيرين المتنبي وأبو فراس الحمداني (الذي كان ابن عم سيف الدولة) والواعظ ابن نباتة والفيلسوف الكبير الفارابي ويمكن القول بأن فترة المتنبي في بلاط سيف الدولة هي ذروة حياته المهنية كشاعر  فخلال السنوات التسع التي قضاها في البلاط الحمداني قام المتنبي بكتابة 22 قصيدة في مدح سيف الدولة  ووفقاً لما قالته المستشرقة مارغريت لاركن: «أن هذه القصائد أظهرت قدراً من المودة الصادقة يرافقها المديح التقليدي في الشعر العربي». الشاعر والمؤرخ الشهير أبو الفرج الأصفهاني كان أيضاً من رواد البلاط الحمداني حيث قام بإهداء موسوعة الشعر والأغاني بعنوان «كتاب الأغاني» إلى سيف الدولة كان سيف الدولة يعطي الشعراء الهِبات الخاصة ولكن بلاطه كان يشتمل أيضا على علماء الدراسات الدينية، التاريخ، الفلسفة بالإضافة إلى علم الفلك. وكما علق اس. همفريز بقوله: «في زمنه كان من الممكن لحلب أن تجاري أي بلاط في إيطاليا في عصر النهضة»  واهتمام سيف الدولة بالشعراء كان له فائدته السياسية أيضا حيث كان من واجب شاعر البلاط تجاه سيده أن يحتفي به في شعره، فمن خلال شعر هؤلاء شاع نفوذ سيف الدولة في جميع أنحاء العالم الإسلامي.
وقد كان سيف الدولة غير عادي أيضا بالنسبة لسوريا القرن العاشر بمناصرته لشيعة الأئمة الاثني عشر في دولة سنية قوية ، واستفاد مؤسس الطائفة العلوية الخصيبي من رعاية سيف الدولة خلال حكمه، وحوّل الخصيبي حلب إلى مركز مستقر لطائفته الجديدة، وأرسل دعاة بتعاليمه من هناك إلى قرب إيران ومصر، وخص سيده الحمداني بعمله اللاهوتي الكبير كتاب الهداية الكبرى ، وأدت جهود سيف الدولة النشطة لرعاية الشيعة والترويج للتشيع إلى أن تضم سوريا عدداً كبيراً من الشيعة في القرن الثاني عشر.
لعب سيف الدولة دوراً مهما في تاريخ حلب وميافارقين وذلك لأن اختياره لهاتين المدينتين كعواصم له حوّلهما إلى مراكز حضارية كبرى بعد أن كانت مجهولة الذكر، وقد جذب سيف الدولة الانتباه إلى عاصمتيه بالمباني الجديدة التي شيدها كما اهتم بتحصينهم. واستفادت حلب خاصة من حماية سيف الدولة، وخاصة القصر المنيف الذي شيّده خارج حلب، بالإضافة إلى الحدائق والمسال التي زينت بالكامل بأنواع الذهب والفضة والجواهر، ووُصف قصر سيف الدولة الذي أسماه الدارين بأنه تحفة معمارية فذة. وتحولت حلب إلى مدينة رئيسية في شمال سوريا في حكمه.

## الإرث السياسي

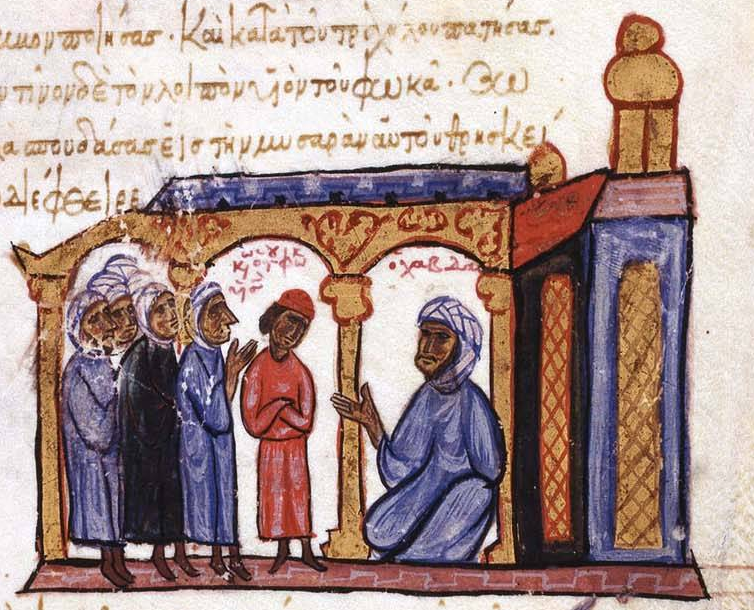
أمير حلب سيف الدولة الحمداني في بلاطه.

ظلَّ سيف الدولة حتى هذا اليوم أحد القادة العرب الأكثر شهرة في العصور الوسطى. وذلك لشجاعته وقيادته للحرب ضد البيزنطيين على الرغم من الصعاب التي واجهها، ولنشاطاته الأدبية ورعايته للشعراء التي جعلت لمحكمته تألقا ثقافيا لا مثيل لها، وللأحداث التي تسببت بنهايته مثل – الهزيمة والمرض والخيانة – كل هذا جعل منه كما في عبارة ث. بيانكويس: «من زمنه حتى يومنا هذا» تجسيداً «لشخصية العربي الشهم المثالي في جانبه الأكثر مأساوية».
مع ذلك، فإن الصورة المقدمة من معاصريه عن أثر سياسات سيف الدولة كانت أقل استحسانا: فقد رسم مؤرخ القرن العاشر ابن حوقل، والذي سافر في أنحاء الدولة الحمدانية، صورة قاتمة للقهر الاقتصادي ولاستغلال السكان المحليين، والتي ترتبط بمصادرة الحمدانيين للعقارات الواسعة النطاق في المناطق الأكثر خصوبة، واستغلال زراعة الحبوب الغذائية المتجهة لإطعام السكان المتزايدين من بغداد. واقترن كل هذا بالضرائب الثقيلة، وقيل أن سيف الدولة وناصر الدولة قد أصبحا من الأمراء الأكثر ثراء في العالم الإسلامي. وقد سمح لهم ذلك بالمحافظة على مجالسهم السخية، ولكن رخاءهم كان بثمن غالي وطويل الأجل. فوفقا لهوف كينيدي «يبدو أن عاصمة حلب كانت أكثر ازدهارا تحت حكم سلالة (بني مرداس) مما كانت عليه في حكم الحمدانيين»، في حين ادعى بيانكويس أن كلا من سياسات سيف الدولة السياسية والاقتصادية على حدٍّ سواء قد ساهمت في التغيير الدائم في المناظر الطبيعية: «و ذلك عن طريق تدمير البساتين وحدائق السوق المحيطة بالمدن، وإضعاف أنواع متعددة من المحاصيل وإخلاء السهول والتضاريس المسكونة على الحدود. وقد ساهم الحمدانيون في تعرية الأراضي التي أزيلت منها الغابات واستيلاء القبائل شبه البدوية على الأراضي الزراعية من هذه المناطق في القرن الحادي عشر».
بالإضافة إلى أن تاريخه العسكري كان فاشلاً أيضاً في النهاية، إلا أن التقدم البيزنطي استمر بعد مماته وتوّج بسقوط أنطاكية عام 969م . وقد تحولت حلب إلى ولاية تابعة للبيزنطين حيث كانت تدفع الضرائب لهم، وخلال الخمسين سنه التالية شكلت حلب نقطة وصل بين البيزنطيين وقوة عربية جديدة في منطقة الشرق الأوسط ألا وهي الخلافة الفاطمية في مصر. لقد كانت هزيمة الجيش الحمداني أمراً حتمياً حيث أن قوة وموارد هذه الإمبراطورية بدأت بالنفاد. وقد زامن ذلك فشل ناصر الدولة في مساعدة أخيه في حربه ضد البيزنطيين نظراً لانشغال الحمدانيين بالقضاء على الثورات الداخلية وضعف سلطتهم في كثير من المجالات . كما قال المؤرخ مارك ويتو بأن سمعة سيف الدولة في الدفاع عن نفسه كانت تحجب حقيقة أن سلطته كانت «كنمر مصنوع من الورق، حيث كان ينقصه المال والجنود بل أن معظم المناطق لم تعد في سلطته.»

## أعلام من بلاط سيف الدولة
- المتنبي
- ابن خالويه
- الفارابي
- أبو فراس الحمداني
- خرسطفورس